# Wrightia lecomtei
Espèce
Statut de conservation UICN

 VU D2 : Vulnérable
Wrightia lecomtei est une espèce de plantes à fleurs de la famille des Apocynaceae.

## Publication originale
- Flore Générale de l'Indo-Chine 3: 1188. 1933.